# Rauvanjärvi (sjö i Norra Savolax)
Rauvanjärvi är en sjö i Finland. Den ligger i kommunen Kaavi i landskapet Norra Savolax, i den centrala delen av landet, 400 km nordost om huvudstaden Helsingfors. Rauvanjärvi ligger 106 meter över havet. Den är 26,73 meter djup. Arean är 8,82 kvadratkilometer och strandlinjen är 43,92 kilometer lång. Sjön  ingår i Vuoksens huvudavrinningsområde.   Den sträcker sig 5,5 kilometer i nord-sydlig riktning, och 6,5 kilometer i öst-västlig riktning.
I övrigt finns följande i Rauvanjärvi:
- Iso-Pippuri (en ö)
- Pieni-Pippuri (en ö)
- Salmensuusaari (en ö)
- Ruunasaari (en ö)
- Rihmasaari (en ö)
- Rymäsaari (en ö)
- Liimonsaari (en ö)
- Likosaari (en ö)
- Myllysaari (en ö)
- Purnusaari (en ö)
- Paskonsaari (en ö)